# (10263) Вадимсимона
(10263) Вадимсимона (лат. Vadimsimona) — типичный астероид главного пояса, открыт 24 сентября 1976 года советским астрономом Николаем Черных в Крымской астрофизической обсерватории и 2 сентября 2001 года назван в честь советского и российского физика Вадима Симоненко.

## Обнаружение и именование
(10263) Вадимсимона
Открыт 24 сентября 1976 года в Крымской астрофизической обсерватории Н. С. Черных.
Российский физик Вадим Александрович Симоненко является заместителем директора Российского научно-исследовательского института технической физики в Снежинске. Известен своими работами об опасностях, связанных со сближающимися с Землей объектами, и о защите Земли.
Оригинальный текст (англ.)10263 Vadimsimona
Discovered 1976 Sept. 24 by N. S. Chernykh at the Crimean Astrophysical Observatory.
Russian physicist Vadim Aleksandrovich Simonenko is deputy director of the Russian Scientific Research Institute of Technical Physics at Snezhinsk. He is known for his work on the hazards of near-earth objects and the protection of the earth.
Источники: 20010902/MPCPages.arc; M.P.C. 43381.

## Орбита

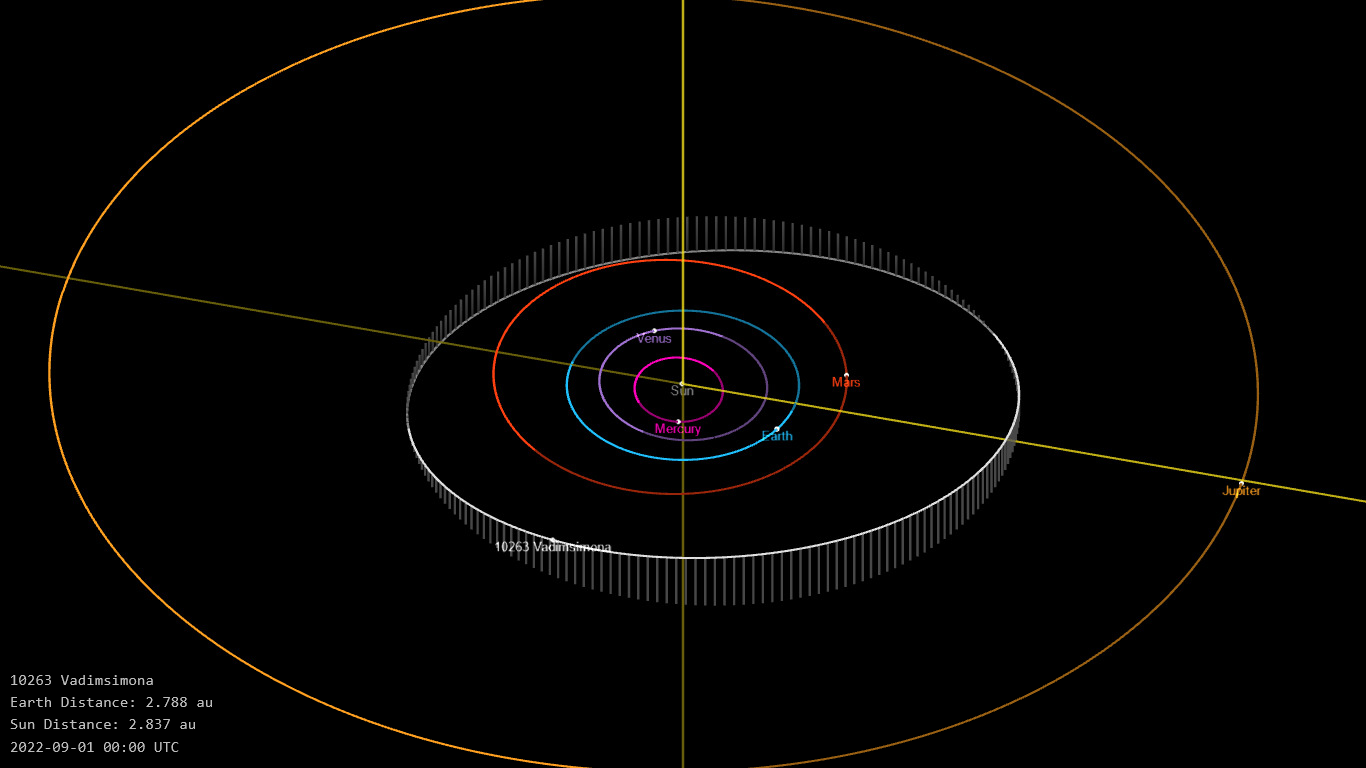
Орбита астероида Вадимсимона и его положение в Солнечной системе

## Физические характеристики
Из наблюдений южноафриканского узла корейской сети телескопов в Сазерленде Korea Microlensing Telescope Network (KMTNet) следует, что астероид относится к таксономическому классу X.
По результатам наблюдений в видимом и ближнем инфракрасном диапазоне космического телескопа NEOWISE и наблюдений в инфракрасном диапазоне спутника Akari диаметр астероида оценивался равным 15,908±0,247 км,
15,50±0,74 км, 17,39±5,63 км, 16,546±4,660 км и 16,141±4,595 км, 15,93±4,97 км и 15,13±4,18 км. Согласно тем же источникам альбедо оценивается как 0,0448±0,0067, 0,040±0,004, 0,04±0,08, 0,0461±0,0297 и 0,0429±0,0279, 0,045±0,007, 0,045±0,033 и 0,052±0,036.